# Norbert Beuls
Norbert Beuls (Bilzen, 13 de enero de 1957 - Bilzen, 19 de febrero de 2014) fue un entrenador y jugador de fútbol belga que jugaba en la demarcación de defensa.

## Biografía
Norbert Beuls hizo su debut como futbolista en 1975 con el Spouwen-Mopertingen, donde jugó durante dos años en el primer equipo y donde jugó en las categorías inferiores. En 1977 el KSK Tongeren se hizo con los servicios del jugador durante los siete años siguientes. Tras un breve paso por el Royal Antwerp FC, fichó por el Royal Charleroi SC hasta 1990. Tras dejar el club, fue fichado por el KRC Genk, último club en el que jugó como futbolista, retirándose en 1994 a los 37 años de edad. Justo el año de su retiro, el mismo club en el que dejó su carrera le contrató como entrenador hasta final de temporada. También entrenó al Spouwen-Mopertingen, K. Patro Eisden Maasmechelen y de nuevo al Spouwen-Mopertingen, club que entrenó hasta su fallecimiento el 19 de febrero de 2014, en Bilzen, a los 57 años de edad.

## Clubes

### Como futbolista
| Club                | País    | Año         |
| ------------------- | ------- | ----------- |
| Spouwen-Mopertingen | Bélgica | 1975 - 1977 |
| KSK Tongeren        | Bélgica | 1977 - 1984 |
| Royal Antwerp FC    | Bélgica | 1984 - 1985 |
| Royal Charleroi SC  | Bélgica | 1985 - 1990 |
| KRC Genk            | Bélgica | 1990 - 1994 |

### Como entrenador
| Club                         | País    | Año         |
| ---------------------------- | ------- | ----------- |
| KRC Genk                     | Bélgica | 1994        |
| Spouwen-Mopertingen          | Bélgica | 2006 - 2010 |
| K. Patro Eisden Maasmechelen | Bélgica | 2010 - 2012 |
| Spouwen-Mopertingen          | Bélgica | 2014        |